# Прокопенко Денис Геннадійович
Дени́с Генна́дійович Прокопе́нко (нар. 27 червня 1991, Київ, Українська РСР, СРСР) — український військовослужбовець, полковник Національної гвардії України. Командир 1-го корпусу НГУ «Азов», учасник російсько-української війни, що відзначився у ході російського вторгнення в Україну, Герой України (2022). Командир операції битви за Маріуполь.

## Життєпис
Випускник гімназії № 59 Голосіївського району міста Києва 2008 року.
З дитинства займався спортом — футболом та єдиноборствами. До початку російсько-української війни був активним вболівальником та ультрас київського футбольного клубу «Динамо». Разом із дружиною полюбляє активний відпочинок, а під час відпусток незмінно вирушає в гори для занять лижним спортом, особистий рекорд швидкості — 91 км/год.
Закінчив факультет германської філології Київського національного лінгвістичного університету за спеціальністю «Викладач англійської мови», однак за фахом не працював.
У 2020 році вступив до Національного університету оборони України (командно-штабний інститут застосування військ) за спеціалізацією «Бойове застосування та управління діями військових частин механізованих і танкових військ».

## Військова кар'єра

### Війна на Сході України
11 липня 2014 року розпочав службу в батальйоні «Азов» і брав участь в усіх бойових операціях літньої кампанії підрозділу: бої за Мар'їнку, Іловайськ та Широкине на посаді гранатометника.
Під час Павлопіль-Широкинської наступальної операції командував 1-ю ротою.
У 2017 році, у віці 26 років, Денис Прокопенко обійняв посаду командира окремого загону спеціального призначення «Азов», ставши наймолодшим командиром в історії Національної гвардії та Збройних сил України.
Як командир акцентував увагу на навчання особового складу підрозділу, починаючи кожні навчання з опанування та повторення сучасних протоколів надання домедичної допомоги.
У 2019 році привернув увагу ЗМІ, коли на урочистому параді до Дня незалежності під час вручення ордена Богдана Хмельницького III ступеня президентом Володимиром Зеленським не виконав військове привітання. Деякими цей жест був сприйнятий як демарш перед Зеленським, водночас у ОЗСП НГУ «Азов» прокоментували, що віддавати військове вітання, за статутом Збройних сил України, належить лише військовому керівництву.

### Повномасштабне вторгнення в Україну

#### Оборона Маріуполя
Напередодні повномасштабного російського вторгнення в Україну в грудні 2021 року Прокопенко застерігав про можливий напад на столицю України для примушення до капітуляції та прийняття російських умов. Вище військове керівництво ставило перед командуванням гарнізону Маріуполь завдання протриматися 2 тижні для того, щоб виграти час, відтягнувши на себе сили противника, отримати зброю від союзників і мобілізувати резерви.
24 лютого 2022 року під командуванням Дениса Прокопенка «Азов» зайняв оборону Маріуполя і прилеглих сіл. Силами розвідки та снайперської групи полку були здійснені диверсійні спецоперації в тилу противника для уповільнення оточення Маріуполя. Також під прикриттям бійців полку у місто був доставлений останній боєкомплект для ведення артилерійського вогню.
За умов управлінського хаосу в місті Денис Прокопенко з першого дня взяв на себе відповідальність і командування обороною півмільйонного Маріуполя. Брав участь у плануванні та здійсненні повітряно-десантних спецоперацій ГУР, під час яких в оточений ворогом Маріуполь вертольотами доправляли людей та боєприпаси, а також евакуйовували поранених бійців.
7 березня Денис Прокопенко задля уникнення гуманітарному колапсу в Маріуполі закликав допомогти організувати безпечний «коридор» для евакуації цивільного населення міста та закрити небо над Україною. Денис Прокопенко організовував та керував операціями евакуації цивільних людей із заводу «Азовсталь».
19 березня президент України Володимир Зеленський надав Денису Прокопенку звання Героя України як командиру підрозділу, що продовжує оборону Маріуполя.
18 квітня почалася блокада «Азовсталі».
4 травня командир полку «Азов» Прокопенко повідомив, що російським військовим вдалося прорватися на територію «Азовсталі», але гарнізон продовжує виконувати наказ утримувати оборону.
8 травня розкритикував дії військовиків, які обороняли лінію розмежування з Кримом. Він заявив, що якби сили оборони в містах Генічеськ, Мелітополь і Бердянськ дали бій і зайняли оборону, то противник не зміг би оточити місто Маріуполь за 4 дні. Натомість, міста перейшли під контроль російських військ фактично без бою. Також він звинуватив командування 36 бригади в прийнятті рішень, що підірвали стратегію оборони міста й поставили під загрозу життя особового складу гарнізону: 4 квітня один батальйон 36 бригади раптово здався в полон; командир Баранюк прийняв неочікуване рішення прориватися з частиною людей, багато з яких загинули, а решта потрапили в полон. Ці рішення призвели до оголення флангу на правому березі.
Денис Прокопенко їздив до Безіменного на перемовини із росіянами про вихід з «Азовсталі» з метою збереження життів бійців Маріупольського гарнізону.
17 травня 2022 року Генеральний штаб ЗСУ заявив, що «Гарнізон „Маріуполь“ виконав поставлене бойове завдання».

#### Полон
16 травня Денис Прокопенко повідомив про наказ вищого військового керівництва про збереження життя та здоров'я Маріупольського гарнізону та припинення оборони міста на 86 день від початку оборони Маріуполя й 82 день повного оточення міста. В українській розвідці чітко заявили, що дані події не можна назвати повноцінною здачею у полон. Бо усі бійці здали зброю своїм офіцерам. Перед виходом віддавали зброю командиру, він тиснув їм руку, дякував за службу, перепрошував за те, що не перемогли, і тоді тільки бійці йшли до росіян.
17 травня Денис Прокопенко під час проведення особистого контролю евакуації важкопоранених бійців з імпровізованого госпіталю, який знаходився на території «Азовсталі», отримав осколкове поранення руки.
20 травня командування Маріупольського гарнізону на чолі з Денисом Прокопенко покинули «Азовсталь» в одній з останніх груп.
Після оголошення про вихід у полон Денис Прокопенко повідомив своїй дружині Катерині, що гарантії про дотримання російською стороною Женевської конвенції гарантувалося третьою стороною — Червоним Хрестом. Зокрема були домовленості щодо перевірки представниками третьої сторони списків, харчування, фізичного стану та наявності побоїв у бійців. Водночас командування ОЗСП «Азов» не виключало можливості порушення домовленостей. Вже після теракту в Оленівській колонії в ніч на 29 липня 2022 року в Міжнародному комітеті Червоного Хреста заявили, що не гарантували безпеку українських військовослужбовців у російському полоні.
Відповідно до законодавства так званої «ДНР» Денису Прокопенку могла загрожувати смертна кара.
У травні військовополонених доставили до спеціально розконсервованої колонії в Оленівці на території так званої «ДНР». В серпні 2022 Дениса Прокопенка перевезли до закладів позбавлення волі в РФ. Російські ЗМІ повідомляли, що командирів гарнізону Маріуполь доставили в СІЗО «Лефортово» в Москві.

#### Обмін
21 вересня 2022 року Денис Прокопенко був звільнений під час одного з масштабних обмінів полоненими. Разом з іншими командирами гарнізону «Маріуполь» Святославом Паламарем («Калина»), Олегом Хоменком («Апіс»), Сергієм Волинським («Волина»), Денисом Шлегою був інтернований на території Туреччини. «Редіса» та інших командирів з «Азовсталі» поміняли на 55 російських військовополонених. Голова Офісу президента Андрій Єрмак заявляв, що їхнє звільнення — це результат особистих домовленостей із очільником Туреччини Реджепом Ердоганом.
3 жовтня 2022 року Денису Прокопенку, за дорученням президента, Андрій Єрмак вручив орден «Золота Зірка». Під час урочистого вручення нагород також відбулася зустріч із членами родин командирів, захисників «Азовсталі».
В Туреччині командири, в тому числі Денис Прокопенко, перебували на закритому режимному об'єкті. На знак солідарності зі своїми солдатами, що лишаються в російському полоні, вони відмовилися бачитися зі своїми родинами.

#### Повернення до України
Відповідно до домовленостей політичного керівництва, Прокопенко мав лишатися на території Туреччини до завершення бойових дій. Проте після офіційного візиту президента Володимира Зеленського до Туреччини та зустрічі з Ердоганом, Дениса Прокопенка та інших командирів повернули на територію України вже 8 липня 2023 року.
«Я глибоко переконаний у тому, що армія — це командна робота. З сьогоднішнього дня ми разом з вами, ми продовжуємо боротьбу, ми обов'язково своє слово ще скажемо в бою», — заявив Денис Прокопенко під часу брифінгу для журналістів у Львові 8 липня 2023 року.
Вже 16 липня 2023 року Денис Прокопенко зустрівся з особовим складом бригади «Азов» і заявив: «Перебуваючи у полоні я сказав, що для мене ця війна не закінчиться, доки ми не повернемо з полону нашого останнього бійця та не відновимо кордони України на стан 1991 року. Я — солдат. Мене не цікавлять ніякі інші напрямки діяльності, крім військової справи. Моє серце, моя душа, моє тіло належать Азову».

#### Повернення в Азов
16 липня 2023 року прес-служба повідомляла, що Денис Прокопенко проходить реабілітацію та готується до повернення до виконання службових обов'язків.
4 серпня 2023 року Денис Прокопенко вже брав участь у тактичних навчаннях особового складу. Основною метою було відпрацювання практичних питань планування та організації бою в наступі та обороні, управління підрозділами в бою та їх всебічного забезпечення.
23 серпня 2023 року прес-служба «Азову» опублікувала знімок у командному пункті на передовій, на якому «Редіс» тримає прапор з нагоди державного свята. З серпня 2023 року бригада «Азов» під командуванням Дениса Прокопенка виконує бойові завдання на Лиманському напрямку в районі Серебрянського лісництва. В перші тижні військовим вдалося просунути українські позиції з мінімальними втратами.

## Визнання
У жовтні 2022 року увійшов до списку 25 найвпливовіших українських військових від НВ.
У листопаді 2023 увійшов до списку лідерів України УП-100.

## Нагороди
- Звання Герой України з врученням ордена «Золота Зірка» (19 березня 2022) — за особисту мужність і героїзм, виявлені у захисті державного суверенітету та територіальної цілісності України, вірність військовій присязі[25][26][27].
- Орден Богдана Хмельницького II ст. (15 серпня 2025) — за особисту мужність, виявлену в захисті державного суверенітету та територіальної цілісності України, самовіддане служіння Українському народові[28].
- Орден Богдана Хмельницького III ст. (21 серпня 2019) — за особистий вагомий внесок у зміцнення обороноздатності Української держави, мужність, виявлену під час бойових дій, зразкове виконання службових обов'язків та високий професіоналізм[29][30].
- Медаль «За військову службу Україні» (25 березня 2015) — за особисту мужність і високий професіоналізм, виявлені у захисті державного суверенітету та територіальної цілісності України[31].

## Сім'я
Денис Прокопенко — нащадок етнічних карелів. Його прадід брав участь у радянсько-фінській Зимовій війні (1939—1940). Саме після бою з більшовиками він був визнаний зниклим безвісти. На знак пам’яті про свого прадіда він носить шеврон із зображенням етнічного прапора Карельської республіки. У своїх заявах Денис Прокопенко часто проводить аналогії російсько-української війни із Зимовою війною в Фінляндії.

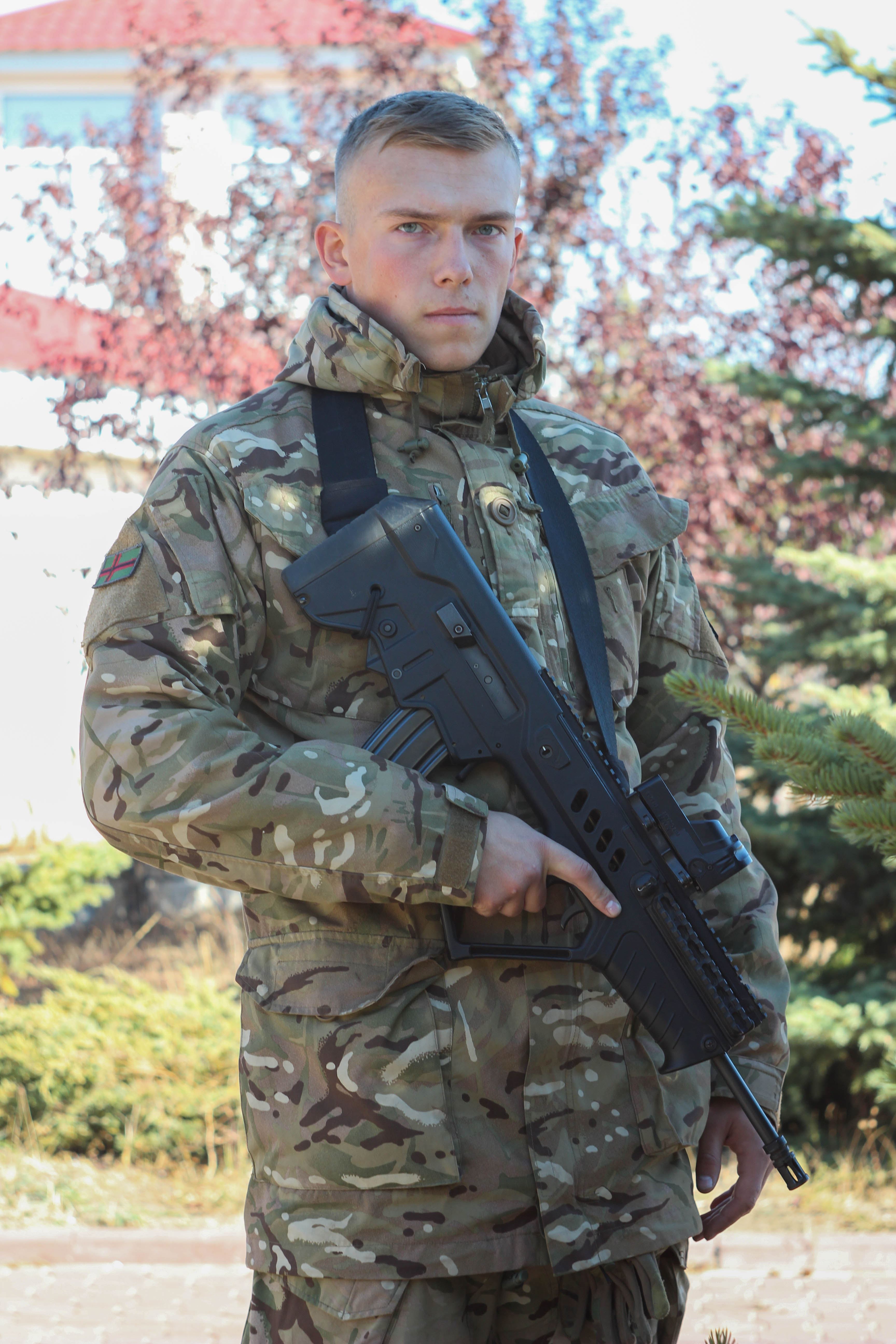
Шеврон із зображенням етнічного прапора Карельської республіки

«Таке відчуття, що я продовжив ту саму війну, але на іншій ділянці фронту, війну проти окупаційного режиму Кремля».
Коли Денису було 8 років, його батько загинув. В дитинстві майбутній командир був дуже близьким до дідуся, котрий виховував його та багато розповідав про їхню сімейну історію і боротьбу прадіда. У 2015 році познайомився з майбутньою дружиною, Катериною Прокопенко. В 2019 році пара одружилася. Вона — ілюстраторка (творче псевдо — «Коза Рогата», від дошлюбного прізвища Козіна), громадська активістка. Навесні 2022 року під час оборони Маріуполя, разом з іншими рідними військовослужбовців ОЗСП «Азов», Катерина доклала зусиль для збереження життів особового складу маріупольського гарнізону та свого чоловіка зокрема.
11 травня 2022 року Катерина Прокопенко разом із дружиною іншого бійця «Азову» Юлією Федосюк зустрілись у Ватикані з Папою Римським з проханням допомогти врятувати оточених українських захисників на «Азовсталі». Також намагалися закликати політичних лідерів сприяти процедурі «екстракції» за прикладом операції в Дюнкерку (1940). Після виходу захисників у полон Катерина Прокопенко заснувала та керує громадською організацією «Асоціація родин захисників Азовсталі», займається правозахисною діяльністю, очолює кампанію для визволення оборонців Маріуполя з полону.